# Pseudepipona nilotica
Pseudepipona nilotica är en stekelart som först beskrevs av Henri Saussure.  Pseudepipona nilotica ingår i släktet Pseudepipona och familjen Eumenidae. Utöver nominatformen finns också underarten P. n. saudita.